# (19173) Virginiaterése
(19173) Virginiaterése, désignation internationale (19173) Virginiaterese, est un astéroïde de la ceinture principale.

## Description
(19173) Virginiaterese est un astéroïde de la ceinture principale. Il fut découvert le 15 avril 1991 à l'Observatoire Palomar par Carolyn S. Shoemaker et Eugene M. Shoemaker. Il présente une orbite caractérisée par un demi-grand axe de 2,43 UA, une excentricité de 0,20 et une inclinaison de 14,2° par rapport à l'écliptique.

## Compléments